# درب التبانة

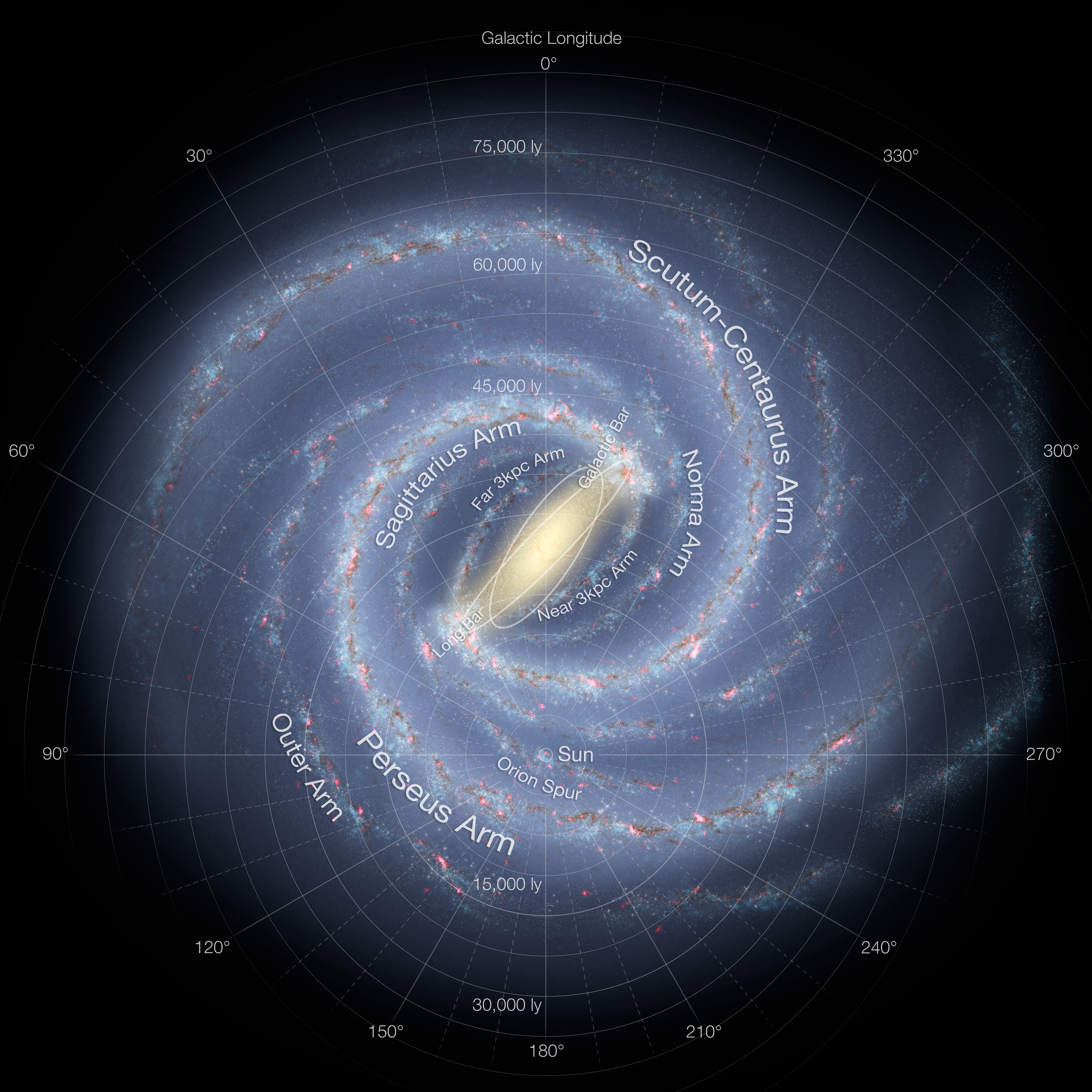
تمثيل لمجرة درب التبانة ويرى موقع الشمس ، حيث اتخذت هنا كمركز للتقسيم الزاوي.

درب التبانة (أو «الطريق اللبني») هي مجرة حلزونية الشكل. وهي اسم المجرة التي تنتمي إليها الشمس، والأرض، وبقية المجموعة الشمسية. تشتمل مجرة درب التبانة على مئات البلايين من النجوم، وتنتشر سحابات هائلة من الذرات والغبار  والغازات في شتى أطراف المجرة. تحوي ما بين 200 إلى 400 مليار نجم؛ ففي الليالي المظلمة الصافية، يظهر درب التبانة على شكل حزمة لبنية عريضة من ضوء النجوم تمتد عبر السماء ولذلك تسمى أيضا الطريق اللبني. وتنشأ فجوات مظلمة في الحزمة نتيجة لتكون سحب الغبار والغازات التي تحجب الضوء المنبعث من النجوم التي وراءها. ومن ضمنهم الشمس. شكلها قرصي ويبلغ قطرها حوالي  185.000 سنة ضوئية وسمكها حوالي 1000 سنة ضوئية، فهي قرص رقيق جدا. ونحن نعيش قريبا من حافة تلك المجرة حيث تدور مجموعتنا الشمسية حول مركز المجرة. تبعد المجموعة الشمسية عن مركز المجرة نحو 27 ألف سنة ضوئية. وإذا نظر الشخص إلى السماء في الليل فقد يرى جزءًا من مجرتنا كحزمة من النجوم، ويرى سكان نصف الكرة الأرضية الشمالي درب التبانة في الصيف والخريف والشتاء. والمنظر في أواخر الصيف أو في مطلع الخريف يأخذ المدى الألمع والأغنى لهذا النهر السماوي: ففي ذلك الوقت من السنة، يمتد درب التبانة من برجي ذات الكرسي (كوكبة) والملتهب (كوكبة) في الشمال، عبر النصف الشرقي للسماء وعبر مجموعة نجوم تعرف كمثلث الصيف، ثم يغطس نحو الأفق خلال برجي القوس والعقرب. وتحجب الغيوم الفضائية بين برجي مثلث الصيف والقوس، رقعة مركزية واسعة من درب التبانة، مما يجعله يبدو منقسما إلى جدولين. وقرب برجي القوس والعقرب، يكون درب التبانة كثيفا ولامعا جدا، لأن هذا الاتجاه يدل نحو مركز المجرة.
ودرب التبانة أكثر تألقا في بعض أقسامها مما هي عليه في أقسام أخرى. فالقسم الذي يحيط بكوكبة الدجاجة شديد اللمعان، ولكن القسم الأكثر اتساعا ولمعانا يقع أبعد إلى الجنوب في كوكبة رامي القوس، ورؤيتها ممكنة في الفضاء الشمالي على انخفاض كبير في الأمسيات الصيفية، لكن مشاهدتها أكثر سهولة في البلدان الواقعة جنوب خط الاستواء.

## سبب التسمية

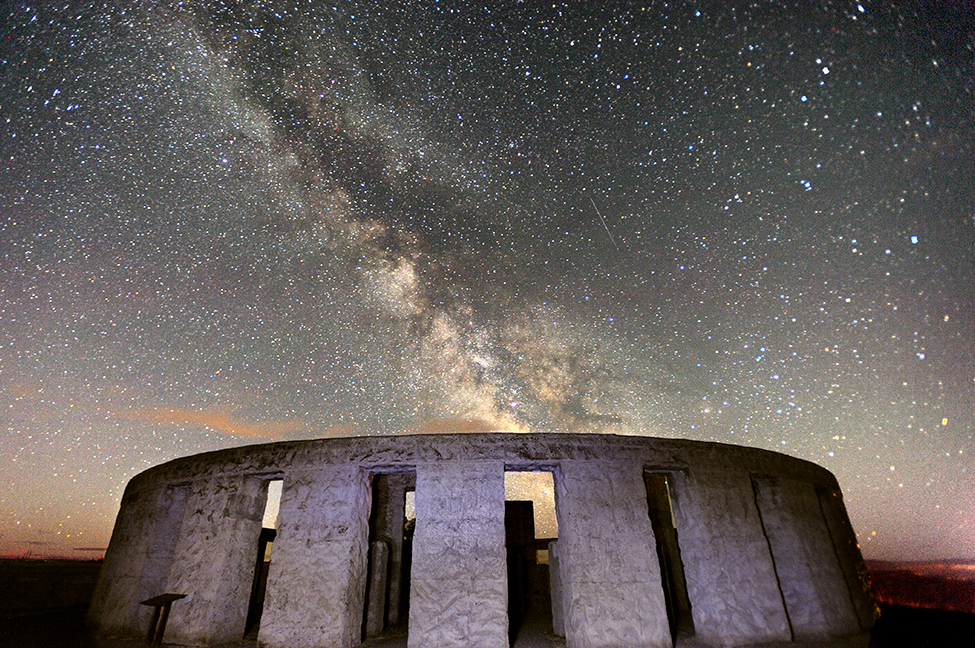
المجرة كما تشاهد من الأرض ليلًا

جاءت تسمية مجرة درب التبانة بأن العرب شبَّهت ما يسقط من التبن الذي كانت تحمله مواشيهم كان يظهر أثره على الأرض كأذرع ملتوية تشبه أذرع المجرة. لأن جزء منها يرى في الليالي الصافية كطريق أبيض من التبن يتمثل للرائي بسبب النور الأبيض الخافت الممتد في السماء نتيجة الملايين من النجوم السماوية المضيئة والتي تبدو رغم أبعادها الشاسعة كأنها متراصة متجاورة، كما ترى كامل المجرة من مجرة أخرى على شكل شريط أبيض باهت في السماء.
أم تسمية "The Milky Way" في اللغات الأخرى، هي ترجمة للتعبير الإغريقي Galaxias Kiklos الذي يعني الدائرة اللبنية. والقصة وراء هذا الاسم هي أن الرضيع هيراكليس (هرقل في النسخة الرومانية) حاول الرضاعة من ثدي هيرا. وفيما تعرفه الأمهات الحاضنات في كل مكان، وكإشارة إلى رد فعل خذلان قوي، انتثر بعض الحليب إلى خارج فم هيراكليس. وعندما أخفق في أن ينهل من هذا الجدول القدسي، حرم هيراكليس من فرصته في الخلود. لكن أحدا لم يعرف هذه الخصلة من النجوم ومواصفاتها قبل أن يصنع جاليليو مرقبه الأول. عند ذاك تمكن جاليليو أن يكتشف إنها تتألف من الملايين من النجوم المنفصلة.

## نشأة درب التبانة

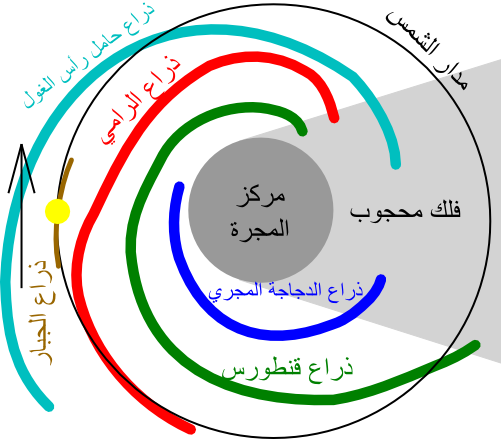
أذرعة المجرة، وذراع الجبار هو القوس القصير بني اللون، وتقع عليه المجموعة الشمسية (أصفر)، متفرعا من ذراع رامي القوس Sagittarius-Carina، إلا أن بعض العلماء يراه جزءا من ذراع حامل رأس الغول Perseus Arm.

يقدر علماء الفلك أن مجرة درب التبانة تكونت قبل مدة زمنية تقدر بـ12–14 مليار سنة، فيما يعد علماء الفلك المجرة بأنها صغيرة العمر نسبيًا بالنسبة لمجرات كونية أخرى.
و حُدِّد عمر المجرة باستخدام تقانة علم التسلسل الزمني الكوني
في عام 2007، قُدِّر عمر نجم يدعى NGC 3199 ويقع خارج المجرة ويبعد عنا نحو 13.2 مليار سنة، أي ما يقارب عمر الكون (يقدر عمر الكون بنحو 13.7 مليار سنة). وهو يمثل أقدم جرم سماوي آنذاك فقد وضع حدودًا دنيا لعمر مجرة درب التبانة. تم التحقق من هذا التقدير بواسطة مطياف UV-Visual Echelle للتلسكوب العظيم.
يمكن تقدير عمر النجوم الواقعة في القرص المجري الرقيق بطريقة مشابهة لـHE 1523-0901. كانت نتائج القياسات بحدود 8.8 ± 1.7 مليار سنة مضت، وهذا يقترح بأن فجوة عمرها حوالى 5 مليار كانت هناك بين فترة تكون الهالة وبين القرص الرقيق.

## مكونات المجرة

أذرع المجرة وموقع الشمس، وتبين الاتجاهات المختلفة الممتدة من موقع الشمس (أصفر) المجموعات النجمية التي ترى على امتداد تلك الاتجاهات. كما يبين الشكل منطقة لا تُرى النجوم فيها على قرص المجرة بسبب كثافة الضوء والغبار في مركز المجرة.

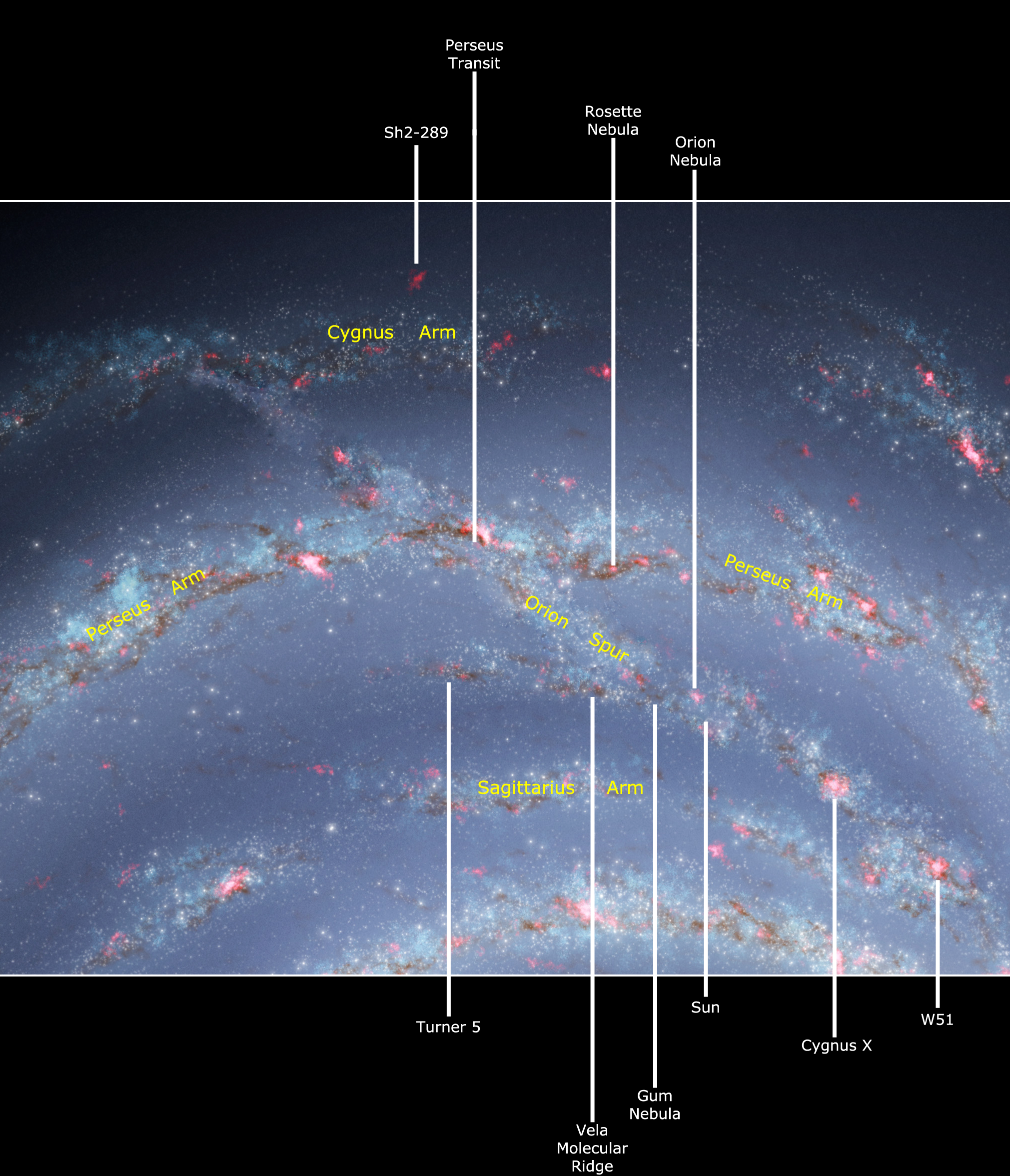
شكل ذراع الجبار طبقا للمقالة العلمية المنشورة في :

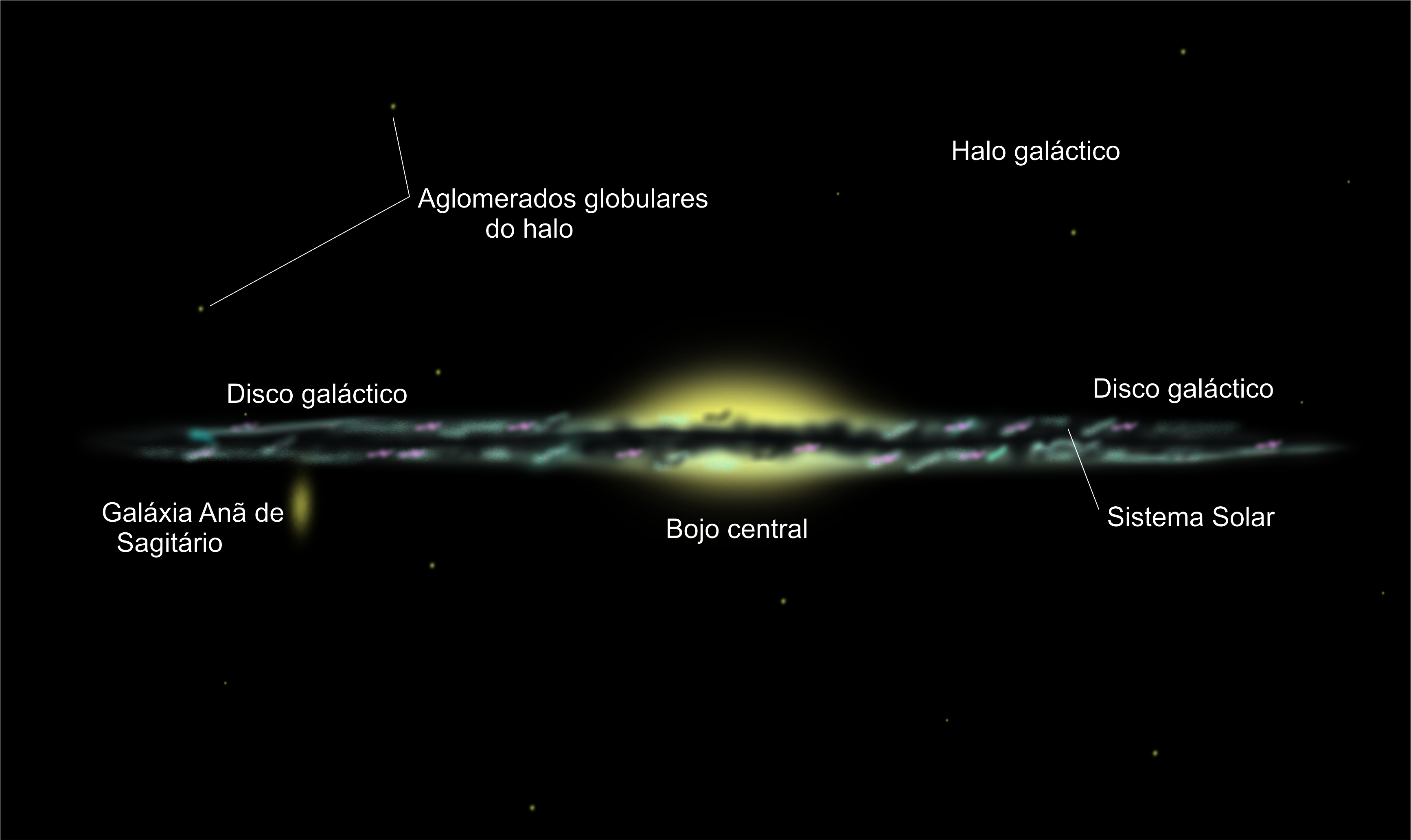
نموذج لمجرة حلزونية بها قرص ، فوقه وأسفل منه هالة محتوية على تجمعات نجمية متناثرة.

تعتبر مجرة درب التبانة واحدة من ضمن المجرات الحلزونية الكبيرة، وهي في شكل القرص وتدور حول نفسها دورة كل نحو 250 مليون سنة. ونظرًا لدوران المجرة ودوران النجوم فيها حيث تدور النجوم القريبة من مركز المجرة أسرع من النجوم التي على الحافة بالإضافة إلى اختلاف شدة الجاذبية من مكان إلى مكان داخل المجرة بفعل تزايد كثافة النجوم في بعض الجهات، فتعمل تلك المؤثرات على تكون أذرع حلزونية للمجرة. وتقع المجموعة الشمسية على أحد تلك الأذرع ويسمى ذراع الجبار وهو يقع بالنسبة لمركز المجرة على بعد نحو ثلثي نصف قطر المجرة. كما تشتمل المجرة على عدة أذرعة أخرى حلزونية تبدأ عند المركز متفرعة إلى الخارج، منها ذراع حامل رأس الغول Perseue Arm وهو الذراع الذي يجاورنا مباشرة نحو حافة المجرة، وذراع رامي القوس Sagittarius Arm وهو قريب منا من جهة مركز المجرة، كما تحوي المجرة عدة أذرع أخرى تشغل قرص المجرة. وتسمى الأذرعة بتلك التسميات حيث يتميز كل ذراع بكوكبة شديدة السطوع فيه. فيتميز ذراع حامل رأس الغول بكوكبة حامل رأس الغول وذراع رامي القوس يتميز بوجود كوكبة الرامي (كوكبة)، وكذلك ذراع الجبار Orion Arm فهو يحوي كوكبة الجبار (كوكبة) الذي يحوي أحد السدم الشهيرة وهو سديم الجبار.
وتقسم بنية المجرة إلى ثلاثة أقسام رئيسية:
- النواة أو الحوصلة: وهي عبارة عن انتفاخ مضيئ شبه كروي (بيّنت قياسات حديثة أجريت عام 2008 بأن شكلها ضلعي) يحتل مركز المجرة، كما بينت قياسات العشر سنوات الأخيرة وجود ثقب أسود عملاق في مركز المجرة وتبلغ كتلته نحو 2 مليون كتلة شمسية. يزداد اتساعه مع كبر عمر المجرة، كما توجد في الحوصلة المجرية تجمع هائل للنجوم والغبار الكوني. ويمكن بسهولة رؤية حوصلة المجرة المنتفخ نسبيا ليلا في وسط الطريق اللبني حيث أنها شديدة الضياء بصفة عامة، رغم صعوبة رؤية تفاصيلها الداخلية بسبب وجود غبار كثيف فيها يحجب الضوء.
- الأذرع: هي التي تحيط بالنواة المجرية على شكل حزوني وهي أذرع عملاقة تدور حول مركز المجرة. ومنها ذراع الجبار (أوريون) الذي يبعد نحو 26 ألف سنة ضوئية عن مركز المجرة. ويقدر العلماء الفلكيون عدد النجوم التي يحويها هذا الذراع وحده بـمائتي ألف نجم من ضمنهم نجم نظامنا الشمسي (الشمس). كما يقدر قطر المجرة بحوالي 110 ألف سنة ضوئية. وتوجد الشمس متواجدة على بعد 30 ألف سنة ضوئية من مركز المجرة في ذراع الجبار . ويبلغ طول ذراع الجبار رغم قصره نسبيا نحو 6.500 سنة ضوئية وسمكه يصل إلى 1000 سنة ضوئية.
- الهالة: وهي عبارة عن الإكليل الكروي الذي يحيط بالقرص المجري إلى مسافات بعيدة يبلغ قطرها نحو 150.000 سنة ضوئية متكونة من غازات مختلفة وسحب كونية، كما تحوي الهالة المجرية تجمعات نجوم متناثرة هنا وهناك فوق وتحت مستوى القرص . تلك التجمعات تدور حول مركز المجرة بسبب الكتلة الكبيرة المجتمعة في المركز ووجود ثقب أسود في مركز المجرة. مدرات تجمعات نجوم الهالة تكون مائلة بالنسبة لمستوى القرص الذي يحوي معظم النجوم . وتبدو تلك التجمعات النجمية متناثرة ومتألقة في السماء فوق وتحت القرص.

### الشكل العام

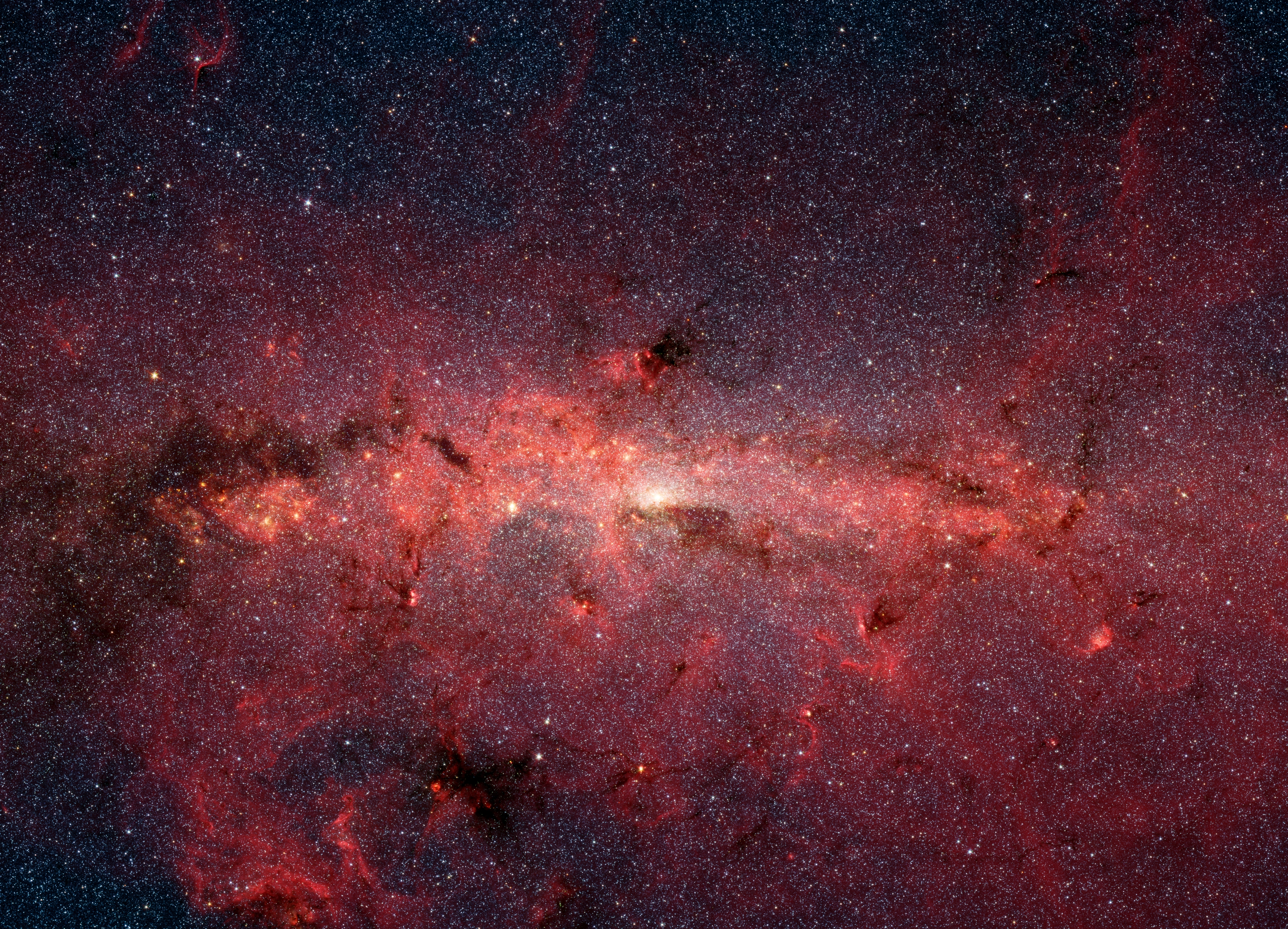
صورة للمجرة بالأشعة تحت الحمراء ويظهر مركز المجرة بأشد لمعان بالمنتصف

Schematic profile of the Milky Way

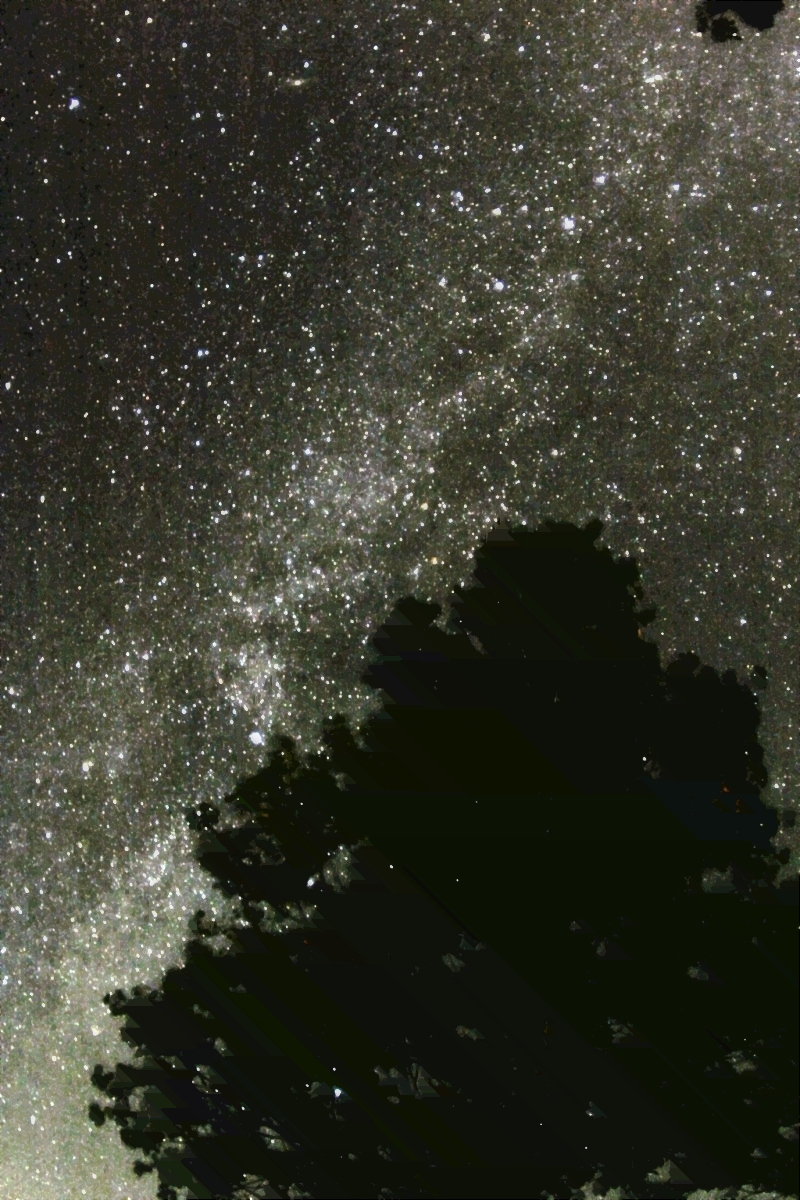
درب التبانة كما نراها ليلا.

يصعب دراسة بنية المجرة بسبب وجودنا داخلها ووجود غبار فيها يحجب عنا شيئا من الضوء. خلاف إمكانية دراسة أشكال وفيزياء المجرات الأخرى التي تبعد عنا فنحن نراها من الخارج.
وقد ساعدنا كثيرا دراسة الأشعة القادمة من مجرتنا في نطاق الأشعة تحت الحمراء بالأقمار الصناعية، وكذلك ببناء مراصدا على الأرض ترصد الموجات الراديوية القادمة منها . ومع ذلك لا تزال طلاسم تحيط بالبنية التفصيلية للمجرة، وتحتاج إلى المزيد من الرصد وتجميع البيانات وتفسيرها.
اعتبر في الماضي بأن مجرتنا لها أربعة أو خمسة أذرع تزداد فيها كثافة النجوم والغبار، ونحن نعلم الآن بأن لها حوصلة ضلعية وليست كروية. وتتكون من 100 إلى 300 مليار من النجوم وكميات هائلة من الغبار الكوني تكفي لتكوين نحو 600 مليون إلى 1 مليار نجم جديد. وتقدر كمية المادة في المجرة نحو 3,6 × 1041 كيلوجرام. ويبلغ قطر قرصها نحو 100.000 سنة ضوئية) أو 30 كيلو فرسخ فلكي). ويبلغ سمك القرص 3.000 سنة ضوئية ويبلغ حجم الحوصلة المركزية نحو 16.000 سنة ضوئية.
بالمقارنة بمجرة المرأة المسلسلة فالأخرى ذات قطر 150.000 سنة ضوئية، كما يوجد في مجموعتنا المحلية العضو الثالث من ناحية الكبر وهي مجرة المثلث ويسمى مسييه 33 طبقا لفهرس مسييه، ويبلغ قطر مجرة المثلث نحو 50.000 سنة ضوئية. وربما كان سمك مجرتنا أكثر ثلاثة مرات عن الرقم المعطى أعلاه بحسب العالم الأسترالي بريان جينزلر ومجموعته الذين قاموا بنشر بحث في هذا الموضوع حديثا عام 2008.
تبين حركة الغاز بالقرب من المركز وتوزيع النجوم أن مركز المجرة ليس كروي الشكل وإنما ضلعي مستقيم. ويصنع هذا الضلع الوسطي زاوية قدرها 45 درجة مع الخط الواصل من شمسنا إلى مركز المجرة. وتعتبر الفلكيون الآن أن امجرة بذلك من التصنيف SBc طبقا لتصنيف هابل.
وقد بين الرصد بواسطة مقراب سبيتزر الفضائي الذي يقيس الضوء في نطاق الأشعة تحت الحمراء أن امتداد الضلع يصل إلى نحو 27.000 سنة ضوئية.
على أساس معرفتنا بسرعة دوران الشمس وتقدر ب 276 كم في الثانية وبالتالي المجموعة الشمسية حول الضلع المركزي للمجرة وبُعد الشمس عن المركز يمكن بتطبيق قوانين كيبلر حساب كمية المادة في الجزء الداخلي من المجرة.
وتقدر كمية المادة الكلية في مجرتنا بين 1,0 - 1,9 مليار كتلة شمسية., 
وتقدر كتلة مجرة المرأة المسلسلة نحو 1.2 مليار كتلة شمسية.

### الهالة
تحيط هالة كروية الشكل بقرص المجرة ويبلغ قطرها 165.000 سنة ضوئية ويشغلها نوع من الغاز . ويوجد فيه بجانب 150 تجمع نجمي نجوم قديمة معمرة منها تصنيف متغير الشليقان RR-Lyrae، وغاز قليل الكثافة جدا. بخلاف ذلك فيوجد أيضا نجوم زرقاء، وهي نجوم نشأت حديثا نسبيا كبيرة الكتلة شديدة الطاقة. وبالإضافة إلى كل ذلك تقدر مادة مظلمة تكفي لتكوين نحو 1000 مليار كتلة شمسية، إلا أن العلماء لا يزالون لا يعرفون ما هي المادة المظلمة . فهم يتتبعون آثارها ولم يتمكنوا من رؤيتها أو قياسها بأجهزة قياس . وعلى عكس القرص المجري المحتشد بالنجوم، وهو قرص رقيق، فتعتبر الهالة خالية من الغبار ويحتوي فقط على تجمعات نجمية قليلة من نجوم معمرة قديمة من التصنيف النجمي II قليلة المعدنية، وتتخذ كل مجموعة مدارا مائلا بالنسبة إلى مستوى القرص وتدور في أفلاك حول مركز المجرة.

### القرص
تعتبر معظم النجوم مجمعة في قرص المجرة توزيعها يكاد يكون منتظما. وهو يحتوي بصفة أساسية على نجوم من التصنيف 2 التي تحتوي على نسبة كبيرة من المعادن (يقصد بالمعادن هنا عناصر أثقل من الهيدروجين والهيليوم).

#### أذرعة حلزونية
وجزء من الفرص تشكله أذرعة حلزونية توجد المجموعة الشمسية في إحداها. وتتكون الأذرعة من سحابات كبيرة من تجمعات الهيدروجين ومناطق هيدروجين II تنشأ فيها نجوم جديدة.
ولذلك يوجد في الأذرعة أيضا نجوم ناشئة. وخلال عمر النجم يتحرك النجم من مكان مولده ويتوزع في القرص. ولكن النجوم العملاقة ذات الكتل الهائلة (أكثر كتلة من الشمس 10 إلى 100 مرة) فلا يتسع لها الوقت للحركة في القرص فهي تنتهي في الذراع التي نشأت فيه. من تلك النجوم العظيمة الكتلة نجد التصنيفات O وB والعمالقة الحمر ونجوم نباضة وكل منهم يبلغ عمره أقل من 100 سنة. وتشكل تلك النجوم نحو 1 % من مجموع نجوم المجرة. ومعظم النجوم في مجرتنا هي نجوم قديمة معمرة تبلغ كتلة كل منها كتلة الشمس أو أصغر قليلا. والمساحة بين الأذرع ليست خالية تماما ولكنها أقل ضياء.
وقد ساعد رصد توزيع مناطق هيدروجين I وهو الهيدروجين المتعادل كهربائياً على معرفة شكل الأذرع. ويسمى كل ذراع باسم كوكبة النجوم التي توجد في اتجاهه.
وتبين الصورة شكل نام المجرة، ولا يمكن رؤية الضوء مباشرة الصادر من مركزها وكذلك يصعب رؤية المناطق خلفه. والشمس (الدائرة الصفراء) فهي تقع بين ذراع رامي القوس وذراع الجبار في كوكبة الجبار.
ربما كان هذا الذراع غير مكتملا (قارن الخط البني في الشكل). وتتحرك الشمس بسرعة قدرها 30 كيلومتر في الثانية في مدارها حول المركز في اتجاه كوكبة حامل رأس الغول. أما الذراع الأصغر الداخلي فهو ذراع القاعدة (أو ذراع قاعدة السفينة). والذراع الخارجي فهو ذراع الدجاجة وهو لا يظهر في الشكل، وربما يعتبر امتدادا لذراع قنطورس.
قامت مجموعة من العلماء من جامعة وسكونسين بنشر بحث في يونيو 2008 عن تقييمهم لأرصاد قاموا بها في نطاق الأشعة تحت الحمراء بواسطة مقراب سبيتزر الفضائي وهي تبين أن مجرتنا لها ذراعين اثنين فقط، تشكل فيها ذراعي الرامي والقاعدة مجرد ذراعين ثانويين خفيفين.
| الاسم               | يسمى أحيانا             | فلكيا   |
| ------------------- | ----------------------- | ------- |
| ذراع القاعدة        | الحلقة الثالثة          | لا يوجد |
| ذراع قنطورس         | ذراع ساجيتاريوس         | −II     |
| ذراع رامي القوس     | ذراع رامي القوس-القاعدة | −I      |
| ذراع الجبار         | الذراع المحلي           | 0       |
| ذراع حامل رأس الغول | لا يوجد                 | +I      |
| ذراع الدجاجة المجري | الذراع الخارجي          | +II     |

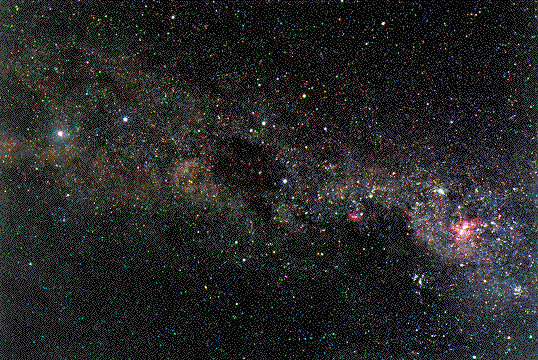
درب التبانة في اتجاه حامل رأس الغول، إلى اليمين تـُرى سحابة القاعدة مضيئة وهي منطقة هيدروجين II.

ما هي المؤثرات الفيزيائية التي تؤدي إلى بناء الأذرعة في مجرة، فهي مسألة لم تحلل تماما بكل وضوح. ولكن من المعروف أن النجوم في الأذرعة ليست ثابتة بل تتحرك في تجمعات حول مركز المجرة. ويحول بعض العلماء تفسير تكوين الأذرعة بنظرية موجات كثافة تؤدي إلى زيادة كثافة النجوم في الأذرعة وبالتالي نشأة نجوم جديدة. وبأن التغيرات التي تحدثها الأذرعة من الممكن أن تؤدي إلى حدوث ما يسمى رنين لندبلاد باسم العالم لندبلاد.

#### نجوم القرص
تحوي مستوي القرص ذو سمك 700 إلى 800 سنة ضوئية نجوما شديدة الضياء التي لا تبعد عن نحو 500 سنة ضوئية في القرص وكذلك نجوم الأذرعة المجرية وهي من التصنيفات A وF، وبعض النجوم العملاقة من التصنيفات A وF وG وK. كذلك توجد في القرص أقزام ذات التصنيف النجمي G و K وM وأقزام بيضاء.
وتماثل معدنية تلك النجوم معدنية الشمس. وربما تصل معدنيتها أحيانا ضعف ما لدى الشمس من نسبة معدنية، وتبلغ أعمارها نحو 1 مليار سنة.
ثم توجد مجموعة النجوم ذات اعمار متوسطة، أي تبلغ أعمارها نحو 5 مليار سنة، ومن ضمنها شمسنا وبعض النجوم القزمة ذات أطياف من تصنيف 
G و K و M وبعض العمالقة الحمر. وتبلغ نسبة معدنية تلك النجوم أقل من معدنية الشمس بنحو 50%. كما تزداد مدارات النجوم في شكل القطع الناقص ولكنها لا تبعد عن مستوى القرص أكثر من 1500 سنة ضوئية.
عند السمك 2500 سنة ضوئية فوق وتحت مستوى المجرة يوجد ما يسمى «القرص السميك» يوجد به أقزام من الأنواع K و M الحمر وأقزام بيضاء وبعض من النجوم العملاقة، وكذلك متغيرات ذات دورات تغيير طويلة. يصل عمرها إلى نحو 10 مليار وهي تكون فقيرة في معدنيتها (نحو ربع نسبة معدنية الشمس). وتشبه تلك المجموعة نجوم الحوصلة.
مستوى قرص المجرة ليس مستويا تماما وإنما معوج بعض الشيء من جهة مجرة ماجلان الكبرى وسحابة ماجلان الصغرى وهما مجرتان صغيرتان تتبعان مجرتنا وتؤثر على مجرتنا كما تؤثر المجرة عليهما بقوة، وتبعد مجرتي ماجلان الكبرى والصغرى عنا نحو 160.000 سنة ضوئية (بالمقارنة تبعد المرأة المسلسلة (مجرة) عنا نحو 5و2 مليون سنة ضوئية وتتبعنا في مجموعة المجرات المحلية.

### المركز
مقال رئيسي: مركز المجرة

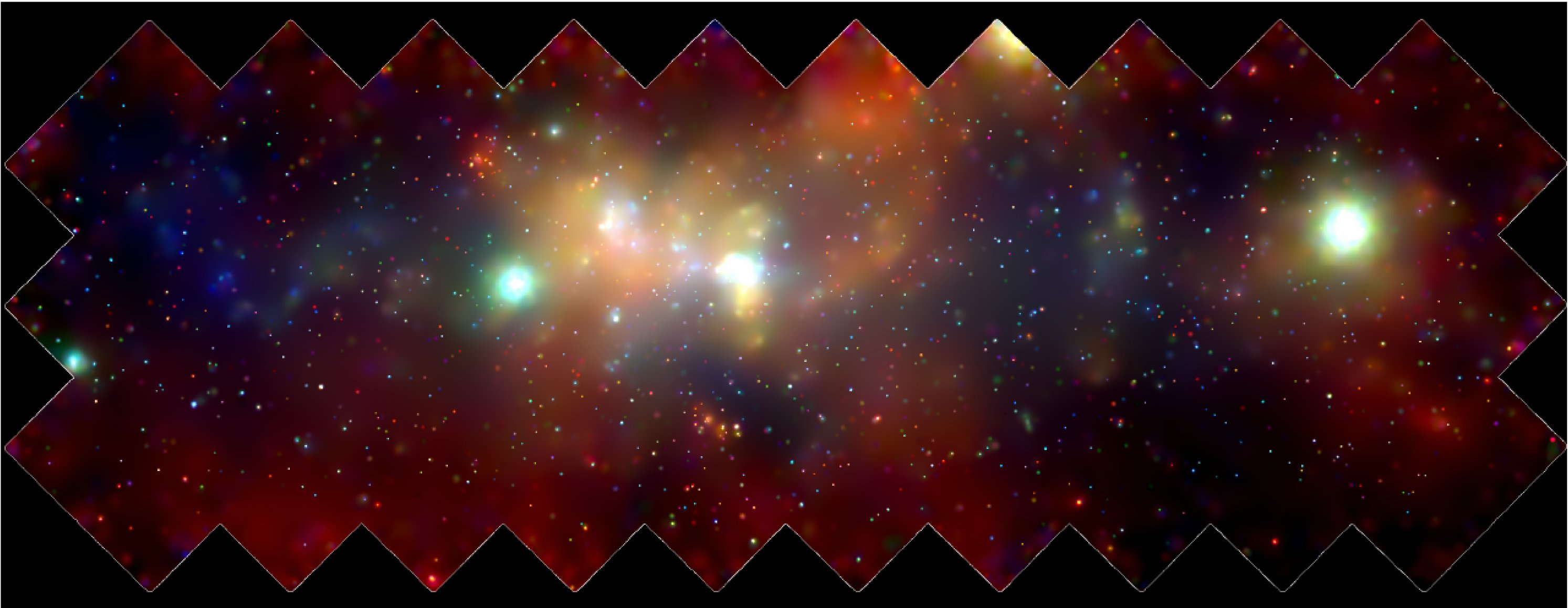
مقطع لمركز المجرة عرضه 900 سنة ضوئية.

يرى مركز المجرة في كوكبة رامي القوس (كوكبة) وهو يختفي خلف سحب كثيفة قاتمة تحجب رؤياه مباشرة في نطاق الضوء المرئي. بدأ العلماء خلال السنوات الخمسينية من القرن الماضي رصد مركز المجرة بواسطة تلسكوبات الأشعة الراديوية وتلسكوبات الأشعة تحت الحمراء ومسبارات الأشعة السينية فأتاحت لنا اكتساب صورة عن مركز المجرة والمنطقة القريبة منها.
وجد علماء الفلك في المركز مصدرا قويا يشع موجات راديوية وأسموه الرامي أ* وتأتي تلك الأشعة من منطقة صغيرة في المركز. وتوجد في تلك المنطقة تجمعات هائلة من النجوم محصورة في منطقة قطرها نحو 1 سنة ضوئية وتدور فيها حول المركز بدورات تبلغ 100 سنة. علاوة على ذلك وجدوا ثقبا أسودا يحوي نحو 1300 كتلة شمسية تدور حوله نجوم. وأقرب نجم يدور حول هذا الثقب الأسود هو النجم إس2 ويبعد عن مركز المجرة 17 ساعة ضوئية في دورة تبلغ 2 و15 سنة. وقد استطاع العلماء تحديد مساره بكل دقة عبر دورة كاملة، ويستنتجون من حركة النجوم في مركزية أنه لا بد وأن توجد في تلك المنطقة - واتساعها نحو 15 مليون كيلومتر - كتلة تقدر بنحو 3و4 مليون كتلة شمسية (نشر البحث عام 2009). 
والتفسير المعقول والذي يتمشى مع مشاهدة ذلك التجمع الهائل للمادة لا بد وأن يكون وجود ثقب أسود هائل في مركز المجرة.

### إصداراتأشعة غاما
في يوم 9 نوفمبر 2010 اكتشف العالم الفلكي دوج فينكبانر من مركز هارفارد- سمثسونيان للأبحاث الفلكية فقعتين ضخمتين شديدتي الطاقة تنطلقان من وسط المجرة إلى الشمال وإلى الجنوب . و اُكْتُشِف ذلك بواسطة مرصد فيرمي الفضائي لأشعة غاما أيضا. ويبلغ قطر الفقاعة منهما نحو 25.000 سنة ضوئية وتمتد عبر الفضاء في الجنوب من كوكبة العذراء إلى كوكبة الكركي. ولا يزال تفسيرها غامضا.

### مقارنة الأحجام
يمكن تصور عظمة كبر مجرتنا بما تحويه من 100 مليار إلى 300 مليار نجم عندما نقيسها بمقياس رسم 
1:1017. إذا عادلت قرص قطره 10 كيلومتر وارتفاعه 1 كيلومتر ويشغله في المتوسط 200 مليار جرثومة لكان كل متر مكعب منها به 3 جراثيم، ولكانت الشمس جرثومة بمقاييس 10 نانومتر. وحتى مدار بلوتو لكان يبلغ 1و0 مليمتر، ولكان بلوتو نفسه صغير مثل الأرض لأصبح في حجم ذرة واحدة. من ذلك يتبين كيف أن كثافة النجوم في المجرة بالغة الصغر والمسافات بينها شاسعة.

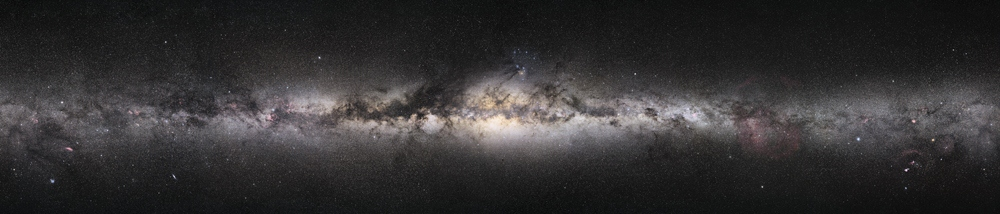
صورة مركبة من عدة صور لدرب التبانة كما نراها من الأرض.

### جيراننا من المجرات القزمة

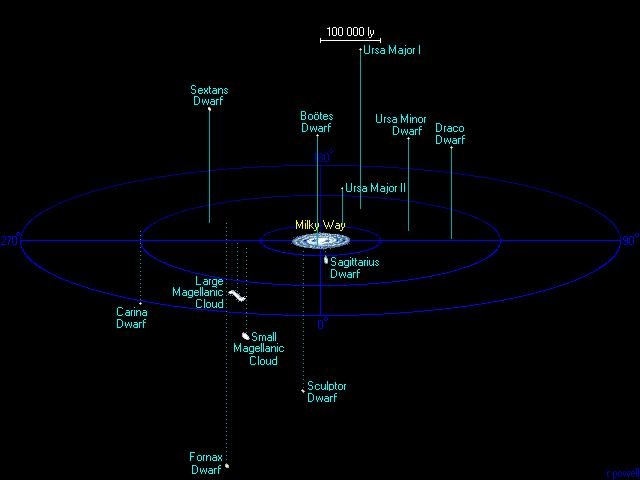
توابع من مجرات قزمة تتبع مجرتنا (عرض الصورة نحو 1 مليون سنة ضوئية).

توجد عدة مجرات قزمة حولنا في حدود 300.000 سنة ضوئية، من ضمنها مجرة ماجلان الكبرى وسحابة ماجلان الصغرى، وهما تابعتان لمجرتنا. ثم توجد مجرة قزمة وهي مجرة الكلب الأكبر (كوكبة) وتبعد عن مركز مجرتنا نحو 42.000 سنة ضوئية وعن الشمس نحو 25.000 سنة ضوئية. 
هذه المجرة القزمة تتأثر ب قوة المد والجزر الناشئة من مجرتنا وتتفكك من بعضها مخلفة ورائها فتيل من النجوم يتداخل في مجرتنا. ثم نجد مجرة قزمة أخرى وهي مجرة قزمة الرامي تبعد نحو 50.000 سنة ضوئية وتدور حول درب التبانة في دورات حلزونية، ومجرتنا في سبيل ابتلاعها.
وتعمل مجرتنا على جذب تلك الجيران القريبة نسبيا وهي في سبيل ابتلاعهم وتكتسب بذلك مادة ونجوم. وأثناء عملية الجذب والابتلاع تتخلف من المجرات القزمة تيارات من النجوم ومادة كونية متأثرة بقوى المد والجزر. بذلك تتكون تكوينات مثل «تيار ماجلان» و«تيار العذراء» وغيرها من السحب السريعة على مقربة من المجرة.

## المجموعة المحلية
كان العلماء ومنهم أينشتاين يعتقدون حتى عام 1929 أن الكون يتكون من مجرتنا، مجرة درب التبانة فقط ؛ والتي تحتوي على نحو 200 إلى 300 مليار من النجوم. ثم بينت القياسات التي أجراها إدوين هابل خلال الأعوام 1927 إلى 1929 أن مجرة المرأة المسلسلة هي مجرة مستقلة بنفسها وأنها تبعد عنا بنحو 2.5 مليون سنة ضوئية. ولم تنحصر قياسات هابل على ذلك فقط فقد قام بقياس المئات من المجرات الأخرى التي اكتشفها ، وهي تبعد عنا أبعادا عظيمة جدا تفوق بعد مجرة المرأة المسلسلة عنا. ونحن نعرف اليوم أن الكون يحوي أكثر من 100 مليار من المجرات منها الكبير والصغير.
كما يبين الرصد الفلكي الحديث أن مجرتنا تنضم إلى تجمع مجرات قريب منا يسمى المجموعة المحلية Local Group، ومنها مجرة المرأة المسلسلة . ومجرة المرأة المسلسلة أكبر من مجرتنا حيث يبلع قطرها نحو 150 ألف سنة ضوئية - بينما يبلغ قطر مجرتنا نحو 100 ألف سنة ضوئية فقط. وتحوي المجموعة المحلية نحو 30 مجرة هي أقرب المجرات لنا وأكبرهم هي مجرة المرأة المسلسلة  ومجرتنا وأما المجرات الأخرى فتعتبر مجرات قزمة.
ويقع مركز المجموعة بين مجرة المرأة المسلسلة [أندروميدا] التي تبعد عنا نحو 2.5 مليون سنة ضوئية وبيننا . تشغل المجموعة مكانا في الفضاء يبلغ قطره 10 مليون سنة ضوئية. أهم أعضاء المجموعة المحلية تشكلها مجرتنا درب التبانة، والمرأة المسلسلة ومجرة المثلث Triangulum.
وتبلغ كتلة المجموعة المحلية نحو (1.29 ± 0.14)×1012 كتلة شمسية. كما أن المجموعة المحلية تنتمي إلى مجموعة أكبر وهي مجموعة العذراءالعظمى Virgo Super cluster، وهي تبعد عنا نحو 50 مليون سنة ضوئية.